# Municipio de Mintonsville
El municipio de Mintonsville (en inglés: Mintonsville Township) es un municipio ubicado en el  condado de Gates en el estado estadounidense de Carolina del Norte. En el año 2000 tenía una población de 1.021 habitantes.

## Geografía
El municipio de Mintonsville se encuentra ubicado en las coordenadas 36°20′54.53″N 76°39′6.21″O / 36.3484806, -76.6517250.